# Giovanni dei conti di Segni
Giovanni dei conti di Segni (Anagni, ... – 31 maggio/14 giugno 1213) è stato un cardinale italiano.
Apparteneva alla famiglia comitale dei Segni che diede alla Chiesa numerosi cardinali e tre papi. Fu legato pontificio ad Orvieto. Nel 1205 divenne vice-cancelliere e nel 1210 cardinale protodiacono. Morì tra il 31 maggio ed il 14 giugno 1213.